# Pancrase
Pancrase è un'organizzazione giapponese di arti marziali miste con base a Kōtō, Tōkyō.

## Storia
Pancrase viene ricordata come una delle prime organizzazioni di arti marziali miste della storia.
Venne fondata nel 1993 dai wrestler Masakatsu Funaki, Minoru Suzuki e Takaku Fuke i quali, assieme al collega Ken Shamrock, abbandonarono la promozione di puroresu Pro Wrestling Fujiwara Gumi perché fortemente orientata allo spettacolo più che alla lotta vera e propria, focalizzandosi per lo più sui gimmick e pilotando il risultato dei match.
Il regolamento iniziale della Pancrase attingeva in parte dal wrestling, e i pugni ravvicinati al volto erano vietati mentre era possibile colpire l'avversario alla testa con il palmo della mano, come anche era possibile uscire da un tentativo di sottomissione da parte dell'avversario afferrando le corde del ring, anche se un lottatore poteva effettuare tale tecnica per un massimo di 3 o 5 volte.
Con il passare degli anni il regolamento venne modificato e reso più simile a quello di promozioni di arti marziali miste degli anni 2000 come la Pride.
Dal 2008 la promozione ha subito parecchi cambiamenti a livello societario e vari cambi di proprietà allo scopo di evolvere la federazione e tenerla al passo con i tempi e lo sviluppo delle MMA: un passo decisivo è stato l'introduzione della gabbia al posto del ring.
Tra il 2007 ed il 2010 la Pancrase avviò una sussidiaria in Corea del Sud, la Pancrase Korea.
Nel 2015 la promozione ha venduto la propria libreria multimediale di eventi ed incontri all'UFC che la rende pubblica per mezzo della propria piattaforma a pagamento UFC Fight Pass.

## Regole
Il regolamento della Pancrase attivo dalla nascita della promozione fino a metà degli anni 2000 prevedeva elementi classici negli sport da combattimento (negate le dita negli occhi, i morsi, ecc.) oltre ad alcune regole particolari dell'organizzazione:
- vietate le gomitate alla testa
- vietati i colpi ravvicinati alla testa se non con il palmo della mano
- vietate le ginocchiate alla testa se l'avversario è a terra
- vietati calci e pestoni alla testa se l'avversario è a terra
- se un lottatore a terra è vicino alle corde e non è a rischio sottomissione viene fatto rialzare
- tutti gli incontri consistono di un unico round; gli incontri non titolati durano un massimo di 15 minuti, i match per il titolo durano al massimo 30 minuti
- ogni lottatore parte con un totale di 3, 4 o 5 punti, a seconda dell'incontro
  - se un lottatore è vittima di una sottomissione e tocca le corde questo viene liberato e perde un punto
  - se un lottatore viene messo KO dall'avversario scatta una conta di 10 secondi: se il lottatore risponde alla conta riprende a combattere e perde un punto
- un incontro può terminare prima del tempo se un lottatore viene sottomesso e dichiara la resa, se viene messo KO e non risponde alla conta oppure se tale lottatore perde tutti i punti
- se si arriva alla distanza vince il lottatore che ha avanzato il maggior numero di punti; se entrambi i lottatori hanno il medesimo numero di punti l'incontro termina in pareggio

Alcune regole vennero cambiate ad hoc per determinati tornei o fasi della promozione: nel torneo del 1994 nel primo turno gli incontri furono di 10 minuti, mentre i successivi incontri durarono al massimo 20 minuti, e i lottatori partivano con 3 punti; tra il 1995 ed il 1996 venne vietata la tecnica di sottomissione "heel hook", in quanto causò numerosi infortuni.
La promozione utilizzò il classico ring da pugilato fino a marzo 2014: l'evento Pancrase 257 fu l'ultimo nel quale venne adottato il ring e attualmente l'organizzazione utilizza una gabbia.

## Classi di peso
Con il tempo la Pancrase modificò alcuni nomi delle divisioni e i loro limiti di peso, adattandosi a quelli descritti dalla commissione atletica del Nevada; venne abolita la divisione dei pesi supermassimi.
Maschi
- Pesi Mosca: fino ai 54 kg
- Pesi Supermosca: fino ai 58 kg
- Pesi Gallo: fino ai 61 kg
- Pesi Piuma: fino ai 66 kg
- Pesi Leggeri: fino ai 70 kg
- Pesi Welter: fino ai 77 kg
- Pesi Medi: fino agli 84 kg
- Pesi Mediomassimi: fino ai 93 kg
- Pesi Massimi: fino ai 120 kg
- Openweight: nessun limite di peso

Femmine
- Pesi Gallo: fino ai 61 kg

## Lottatori di rilievo
- Ken Shamrock campione Openweight
- Frank Shamrock campione Openweight
- Bas Rutten campione Openweight
- Masakatsu Funaki campione Openweight
- Semmy Schilt campione Openweight
- Josh Barnett campione Openweight
- Guy Mezger campione Openweight
- Nate Marquardt campione Pesi Medi
- Marlon Sandro campione Pesi Piuma
- Jung Chan-Sung vincitore del torneo Pancrase Korea 2007
- José Aldo
- Oleg Taktarov
- Carlos Condit
- Jake Shields
- Paulo Filho
- Elvis Sinosic
- Kazuo Misaki
- Yushin Okami
- Nate Diaz
- Maurice Smith
- Evan Tanner
- Murilo Bustamante
- Thiago Silva
- Paul Daley
- Sean Sherk
- Rafael dos Anjos
- Stanislav Nedkov
- Travis Fulton
- Nam Phan